# Transportador de dopamina
El transportador de dopamina, conocido también como transportador activo de dopamina, DAT (por las siglas en inglés de dopamine active transporter) o por su número en código SLC6A3, es una proteína integral de la membrana celular de las neuronas dopaminérgicas cuya función es transportar el neurotransmisor dopamina desde el espacio sináptico, hacia el interior de la neurona presináptica, desde donde puede ser almacenada nuevamente en vesículas para su ulterior liberación, o bien, ser degradada.
El transportador de dopamina pertenece a la subfamilia de transportadores de monoaminas, que a su vez es parte de la familia de transportadores dependientes de solutos, sodio y cloro (SLC6). Esta familia incluye los transportadores de norepinefrina, serotonina, GABA y glicina. También se clasifica como un simportador de sodio de la familia de los neurotransmisores (NSS).
La recaptación de dopamina por medio del DAT parece ser el principal mecanismo por el cual la dopamina es eliminada de la sinapsis, aunque el transportador también puede actuar en el sentido inverso convirtiéndose de esta forma en un mecanismo no exocítico de liberación de dopamina.
El mal funcionamiento del DAT se relaciona con enfermedades tales como el trastorno por déficit de atención con hiperactividad (ADHD), el desorden bipolar, la depresión clínica y el alcoholismo. Así mismo, la acción de drogas psicoestimulantes como la cocaína y la anfetamina están vinculadas directamente a este transportador.

## Estructura del DAT
En el año 1991 se logró la primera caracterización del transportador de dopamina de rata (rDAT). En 1992 se logró clonar el gen del DAT humano (DAT1) y caracterizar la proteína correspondiente, con la cual el rDAT tenía un 92% de homogeneidad y el DAT bovino un 84%.
Los primeros modelos estructurales detallados del DAT humano (hDAT) se basaron en su semejanza con el transportador de leucina bacteriano, LeuT, desde donde se desarrollaron modelos predictivos de la conformación estructural del trasportador en humanos.
Los datos estructurales y funcionales actuales provienen de los estudios del transportador de dopamina de la D. melanogaster (dDAT) realizados el año 2013 mediante cristalografía de rayos X, complementados con los estudios en el año 2015 de los sitios de unión y efectos de la dopamina, la cocaína y la anfetamina en dicho transportador.
El DAT es una proteína de membrana compuesta de doce hélices transmembrana (TM), con 5 giros intracelulares y 6 giros extracelulares. Los grupos de las hélices 1-5 y 6-10 se ubican en forma opuesta con las hélices 1,3,6 y 8 conformando el canal de transporte. Las hélices TM 1 y 6 son los principales componentes funcionales y poseen los sitios activos de unión. Los terminales carboxilo y amino, son grandes y se extienden hacia el citoplasma. Contienen los sitios para modificaciones translacionales y otras interacciones funcionales relevantes.

## Localización y distribución
Los DAT se distribuyen en las áreas del cerebro correspondientes con los circuitos de neuronas dopaminérgicas:
- Vía nigroestriatal; vías motoras entre el cuerpo estriado y la sustancia negra.
- Vía mesolímbica
- Vía mesocortical

La mayor concentración de DAT se encuentran en las dendritas y cuerpos celulares de las neuronas de la parte compacta de la sustancia negra y el área tegmental ventral; también en el cuerpo estriado y el núcleo accumbens; en el área motora, premotora, cingulado anterior, prefontral, entorrinal, perirrinal, insular y visual de la mesocorteza.  En el estriado, los DAT se encuentran localizados en la membrana plasmática de las terminales axónicas. La marcación inmunoquímica doble demuestran que los DAT comparten localización con otros dos marcadores de terminales nigrostriatales, que son la tirosina hidroxilasa y los receptores dopaminérgicos d2. Estos últimos han sido clasificados como autorreceptores en células que liberan dopamina.
Sorprendentemente, no se ha identificado al DAT en ninguna de las zonas sinápticamente activas. Estos resultados sugieren que la recaptación de dopamina estriatal podría ocurrir fuera de las especializaciones sinápticas una vez que la dopamina difunde de la hendidura sináptica.
En la substantia nigra, los DAT parecen ser transportados en forma específica al interior de las dendritas, donde se los puede encontrar en el retículo endoplasmático liso, membrana plasmática y en las zonas activas pre y postsinápticas. Estas localizaciones sugieren que los DAT modulan los niveles intra y extracelulares de dopamina en las dendritas nigrales.
Dentro del pericarion de las neuronas de la pars compacta, los DAT se encuentran localizados primariamente en el retículo endoplasmático tanto liso como rugoso; complejo de Golgi, y cuerpos multivesiculares, indentificando los sitios probables de síntesis, modificación, transporte, y degradación.

## Genética y regulación
El gen que codifica para el transportador de dopamina conocido como DAT1 se encuentra localizado en el cromosoma 5 (5p15); consiste en 15 exones codificantes y se encuentra formado aproximadamente por 64 Kpbs (Kilopares de bases).
Este gen posee una región con un número variable de repeticiones en tándem (VNTR) en el extremo 3' (rs28363170) y otra en la región del intrón 8.
La Proteína relacionada con receptor nuclear 1 (Nurr1), un receptor nuclear que regula muchos genes relacionados con la dopamina, puede unirse a la región promotora del gen DAT1 e inducir su expresión. Este promotor también puede ser diana del factor de transcripción Sp-1.
Mientras que los factores de transcripción controlan cuales células expresan DAT, la regulación funcional de esta proteína se realiza mayormente por medio de quinasas. Tanto la MAPK como la PKA y PKC pueden modular la tasa con que el transportador trasloca dopamina o causar la internalización del DAT.
La evidencia entre el DAT y los desórdenes relacionados con la dopamina proviene de un tipo de polimorfismo genético del gen DAT1, conocido como VNTR; el cual influye en la cantidad de proteína expresada. Se ha demostrado que diferencias en las regiones variables VNTR afectan los niveles basales de expresión del transportador; por lo tanto diferentes grupos de investigación han estado trabajando para vincular estas variaciones con diferentes enfermedades relacionadas con la dopamina.

## Función
El DAT es una proteína integral de membrana que remueve dopamina desde la sinapsis terminando de esta forma con el estímulo que el neurotransmisor provoca. La dopamina es el neurotransmisor que subyace a diferentes aspectos de la cognición, incluyendo el mecanismo de recompensa, y el DAT facilita la regulación de la señal.

## Mecanismo
El DAT es un simportador que moviliza la dopamina a través de la membrana celular acoplando este movimiento con el movimiento energéticamente favorable de iones sodio los cuales se mueven siguiendo un gradiente de concentración, desde la zona de alta concentración en el exterior de la célula hacia la zona de baja concentración en el interior. 
El funcionamiento del DAT requiere de la unión y cotransporte de dos iones Na+
 y un Cl−
 junto con la dopamina. La fuerza motriz de la recaptación de dopamina mediada por DAT es el gradiente de concentración iónico generado por la Na+/K+ ATPasa de la membrana plasmática.
En el modelo de más amplia aceptación para el funcionamiento de los Transportadores de monoaminas, el ion sodio debe unirse al dominio extracelular del transportador antes de que la dopamina pueda unirse. Una vez que la dopamina se ha unido, la proteína sufre un cambio conformacional, el cual permite que tanto el sodio como la dopamina puedan liberarse en el lado intracelular de la membrana.
Diferentes estudios por electrofisiología y haciendo uso de dopamina radioactivamente marcada han confirmado que el transportador de dopamina es similar a otros transportadores de monaminas en los cuales el neurotransmisor es transportado a través de la membrana celular concomitantemente con uno o dos iones sodio. También se requiere el transporte de iones cloro para prevenir un desbalance en las cargas positivas. Estos estudios también han demostrado que la tasa de transporte y su dirección es totalmente dependiente del gradiente de sodio.
Debido al estrecho acople existente entre el potencial de membrana y el gradiente de sodio, los cambios inducidos por actividad en la polaridad de membrana pueden influenciar de manera dramática las tasas de transporte. Adicionalmente, el transportador puede contribuir a la liberación de dopamina cuando la neurona se despolariza.

## Rol biológico y enfermedades relacionadas
La velocidad con la cual DAT remueve la dopamina de la hendidura sináptica puede tener un profundo efecto en los niveles de dopamina en la célula. Esta es la mejor evidencia para los defectos cognitivos severos, anormalidades motoras, e hiperactividad en ratones que carecen de estos transportadores. Estas características poseen impactantes similitudes con los síntomas del ADHD.
Se han identificado diferencias en las VNTR funcionales como factor de riesgo para padecer trastorno bipolar y ADHD. Los datos que han surgido sugieren además que existe una asociación con la fuerte sintomatología por abstinencia de alcohol en el alcoholismo, aunque este es un punto de controversia. Interesantemente, un alelo del gen DAT on niveles normales de la proteína está asociado con el comportamiento no fumador y con la facilidad para dejar de fumar. Además, los adolescentes varones, particularmente aquellos provenientes de familias de alto riesgo (marcados por una madre desapegada y ausencia de afecto materno) que poseen la repetición de 10 alelos VNTR muestran una afinidad estadísiticamente significativa por pares antisociales.
Un aumento en la actividad del DAT se encuentra asociado a varios trastornos diferentes, incluyendo depresíon clínica. Una disminución en la expresión de DAT se encuentra asociada con el envejecimiento, y probablemente subyace un mecanismo compensatorio por la disminución en los niveles de dopamina en las personas de edad.

## Farmacología
El DAT además, es blanco de varios "liberadores-DAT" y "bloqueadores-DAT" incluyendo anfetamina y cocaína. Estas sustancias inhiben la acción del DAT y, en menor medida, la de otros transportadores de monoaminas, pero sus efectos se encuentran mediados por diferentes mecanismos.
La cocaína bloquea al DAT uniéndose directamente al transportador y disminuyendo la tasa de transporte. En contraste, la anfetamina ingresa a la neurona presináptica directamente a través del DAT, compitiendo por la recaptación con la dopamina. Una vez dentro de la célula, se une a TAAR1 o ingresa a las vesículas sinápticas a través de VMAT2. Cuando la anfetamina se une a TAAR1, reduce la tasa de disparo del receptor de dopamina, y gatilla una señalización por medio de proteína quinasa A y proteína quinasa C, desencadenando la fosforilación del DAT. El receptor DAT fosforilado, deja de operar o es retirado hacia el interior de la neurona presináptica y deja de transportar. Cuando la anfetamina ingreas a las vesícuas sinápticas a través del VMAT2, la dopamina se libera al citosol.
Estos dos mecanismos provocan una remoción disminuida de dopamina de la sinapsis y un aumento en la señalización, lo cual se piensa que es la causa subyacente de los sentimientos placenteros causados por estas sustancias.

### Ligandos

LBT-999

RTI-470 (RTI-4229-470?)

- LBT-999[34][35][36][37][38]
- RTI-470[39]

## Interacciones
Se ha demostrado que el transportador de dopamina tiene interacciones proteína-proteína con:
- Alfa-sinucleína,[40][41]
- PICK1,[42] y
- TGFB1I1.[43]